# Джон Янсен ван Гален
Джон Янсен ван Гален (нід. John Jansen van Galen; нар. 15 червня 1940, Вельп) — голландський письменник, радіоведучий, журналіст.

## Життєпис
Народився 15 червня 1940 року в селищі Вельп, провінція Гелдерланд. Закінчив факультет політичних та суспільних наук в Амстердамському університеті в 1965 році, після чого майже три роки був репортером щотижневої газети — «Algemeen Handelsblad». У 1968 році ван Гален перейшов працювати у видавництві щомісячного журналу «Haagse Post», де згодом став головним редактором. На цій посаді він пропрацював в період з 1969 по 1985 року. Разом з цим активно працював на радіо VPRO. Янсен ван Гален, серед іншого, запам'ятався своїми виступами з доповідями про ситуацію на Суринамі. З 1990 року став постійним ведучий радіопрограми «Met het Oog op Morgen». Окрім роботи на радіо, він написав багато колонок для, таких видань, як: Het Parool, NRC Handelsblad та Natuurbehoud (щоквартальний журнал Vereniging Natuurmonumenten). Джон Янсен ван Гален працює в якості запрошеного наукового співробітника Інституту міграції та етнічних досліджень (наразі приєднаний до складу Амстердамського університету), де він працює над проєктом щодо процесів деколонізації в різних колишніх голландських колоніях. Янсен ван Гален написав книги про колишні голландські колонії, політиків.

## Твори
- Een Hollander in Suriname (1995);
- Hetenachtsdroom (2000);

- Wandelen om Amsterdam (2002);
- Wandelen op de Wadden (2003);
- De toekomst van het koninkrijk (2004);
- Waar een wil is, is geen weg (2014);
- De gouden jaren van het linkse levensgevoel: Het verhaal van Vrij Nederland (2016)[4][3]